# Філатова Гора
Філатова Гора (рос. Филатова Гора) — присілок в Псковському районі Псковської області Російської Федерації.
Населення становить 20 осіб. Входить до складу муніципального утворення Тямшанська волость.

## Історія
Від 2015 року входить до складу муніципального утворення Тямшанська волость.

## Населення
| 2001 | 2002 | 2010 |
| ---- | ---- | ---- |
| 15   | ↗19  | ↗20  |